# Portia Simpson-Miller
Portia Lucretia Simpson-Miller (Wood Hall, 12 december 1945) was tweemaal de eerste minister van Jamaica. In maart 2006 werd ze reeds eerste vrouwelijke eerste minister van het land, deze positie behield ze toen tot september 2007. In december 2011 werd ze opnieuw verkozen, waarna ze op 5 januari 2012 voor de tweede maal de ambt beëdigde. Op 3 maart 2016 werd ze opgevolgd door Andrew Holness.
Sinds 2006 is Simpson-Miller leider van de People's National Party, tevens was ze tussen haar twee ambtstermijnen als eerste minister leider van de oppositie. 
In mei 2006 kreeg ze toekenning in de Orde van de Natie, de op een na hoogste onderscheiding in Jamaica. 